# 김천종합운동장
김천종합운동장(金泉綜合運動場, Gimcheon Stadium)은 대한민국 경상북도 김천시에 있는 스포츠 시설이다. 스포츠 시설이다. 천연잔디 필드와 우레탄 트랙이 갖춰진 경기장이며, 2000년 4월에 준공되었다. 김천종합스포츠타운의 주경기장으로 활용되고 있으며, 2006년 전국체육대회의 주경기장으로 사용되었다.

## 참고 문헌
- 〈김천종합운동장〉. 《한국향토문화전자대전》. 한국학중앙연구원.[깨진 링크(과거 내용 찾기)]
- 〈김천종합운동장〉. 《두피디아》. 두산.
- “김천종합운동장”. 김천시청.
- “김천시 체육시설 현황 - 김천종합운동장”. 김천시청. 2016년 4월 6일에 원본 문서에서 보존된 문서. 2019년 8월 14일에 확인함.
- “김천종합운동장”. 《김천종합스포츠타운》. 김천시청.
- “김천종합스포츠타운 - 김천종합운동장”. 김천시청.[깨진 링크(과거 내용 찾기)]
- 《전국 공공체육 시설 현황 (2017년말 기준)》. 대한민국 문화체육관광부. 2019.
- 《2020년 전국 공공체육시설 현황 (2019년말 기준)》. 대한민국 문화체육관광부. 2021.
- 《2023 전국 공공체육시설 현황 (2022년 12월말 기준)》. 대한민국 문화체육관광부. 2024.

## 같이 보기
- 김천종합스포츠타운
- 김천종합스포츠타운 보조경기장
- 2006년 전국체육대회
- 김천 상무 FC